# 217 av. J.-C.
Cette page concerne l'année 217 av. J.-C. du calendrier julien proleptique.

## Événements
- 11 février : éclipse solaire[1],[2].
- Début mars : bataille indécise devant Plaisance entre Hannibal et le consul Sempronius.
- 8 avril (15 mars du calendrier romain) : début à Rome du consulat de Cnaeus Servilius Geminus et Caius Flaminius Nepos (pour la seconde fois). Flaminius, qui meurt à Trasimène, est remplacé par Marcus Atilius Regulus (consul suffect pour la seconde fois)[3].
- Printemps : victoire navale majeure de Cnaeus Cornelius Scipio Calvus sur la flotte carthaginoise à la bataille de l'Èbre[4].
- 22 juin : Les Égyptiens, sous la direction de Ptolémée IV Philopator, écrasent l'armée séleucide conduite par Antiochos III à la bataille de Raphia, en Palestine[5]. Fin de la quatrième guerre de Syrie. À Raphia, l’armée séleucide comprend 62 000 fantassins et 12 000 cavaliers. L’armée de Ptolémée Philopator réunit 70 000 fantassins et 5 000 cavaliers. Mobilisation de 20 000 soldats indigènes en Égypte, recrutés par Sosibios. Ils prennent conscience de leur force et retournent leurs armes contre le pouvoir lagide qui est obligé de leur faire des concessions.
- 24 juin : à la bataille du lac Trasimène, Hannibal défait les légions romaines[6].
  - À la tête de 90 000 hommes, pour la plupart Gaulois, Hannibal franchit l’Apennin et entre en Étrurie. Il traverse une région marécageuse pendant quatre jours et quatre nuits, perdant la plupart des bêtes de somme ainsi qu'un œil. Flaminius Nepos prend position à Arretium pour défendre les passages de l’Apennin, Cn. Servillius Geminus à Arminium pour couvrir le versant Adriatique. En dévastant le pays, Hannibal attire Flaminius dans la région du lac Trasimène. Positionnés sur les hauteurs qui dominent le lac, les Carthaginois enveloppent complètement les Romains. Quinze mille Romains sont tués avec Flaminius, vingt mille sont faits prisonniers. Hannibal perd quinze cents hommes. Il ordonne à ses hommes d’abandonner leur armement et de dépouiller les morts pour s’équiper à la romaine.
  - Le consul Quintus Fabius Maximus Verrucosus Cunctator (le temporiseur) est nommé dictateur après la bataille[6]. Hannibal, qui n’est qu’à 130 km de Rome, se détourne vers l’Ombrie (la ville ne peut être prise qu’après un long siège, et il n’en a pas les moyens). Il libère sans rançon les prisonniers italiens pris au cours de la bataille, puis lance un appel à leurs patries pour se coaliser contre Rome. Le sénat romain résiste à la tentation de traiter avec Carthage. Les alliés italiens de Rome ne font pas défection. Rome a le temps de se remettre. Tandis qu’Hannibal passe au Picenum puis en Apulie, Q. Fabius Maximus pratique une guerre d’usure en refusant systématiquement la bataille. Hannibal marche sur le Sud dans l’espoir de provoquer une insurrection générale, mais est encore trompé dans son attente. Carthage, aux prises avec les Romains en Espagne, le laisse sans secours. Réduit à ses seules forces, il se trouve paralysé à la fin de l’année.
- Été : 
  - En Ibérie, Indibilis, le roi des Ilergetes est libéré par le général romain Cnaeus Cornelius Scipio Calvus après un an de captivité. Dès sa libération, il attaque avec son frère Mandonius et avec l'aide du général carthaginois Hasdrubal les tribus voisines qui sont alliées à Rome[7].
  - En Grèce, victoire de la Ligue achéenne. Traité de Naupacte entre les Étoliens vaincus et la Macédoine alliée à l’Achaïe sur la base de l’uti possidetis. Fin de la guerre des Alliés[8].
- Octobre : Arsinoé III épouse son frère Ptolémée IV[9] (ou en 220 av. J.-C.)[10].
  - De retour à Alexandrie après sa victoire, Ptolémée IV mène une vie dissolue, puis en 204 av. J.-C. fait assassiner sa femme et sœur Arsinoé III, avec laquelle il a eu un fils, Ptolémée V Épiphane (210 av. J.-C.)[11].
- 17-23 décembre : célébration des Saturnales à Rome, à la suite de la réforme du culte de Saturne. Les Saturnales sont adaptées aux Kronia grecques[12]. Pendant leur célébration l'égalité est complète entre maîtres et esclaves[13].

- Réaction religieuse à Rome : en souvenir du ver sacrum italique, on voue à Mars et à l’exil, à leur majorité, tous les nouveau-nés de l’année[14]. Les antiques divinités latines Junon de Lanuvium, Fortuna de l’Algide, sont de nouveau l’objet d’un culte fervent (hiver 218-217)[15].
- Date traditionnelle de l'arrivée de religieux bouddhistes indiens en Chine[16].

## Décès
- Caius Flaminius Nepos, homme politique romain.